# Hong Ji-min
Hong Ji-min (en hangeul : 홍지민) est une actrice et chanteuse sud-coréenne née le 28 juin 1973. Elle est principalement connue pour ses rôles dans des comédie musicales, comme les productions coréennes de Mamma Mia !, Cats, et 42nd Street, pour lesquels elle remporte plusieurs prix.

## Biographie
Née le 28 juin 1973, elle est la fille de Hong Chang-sik, un indépendantiste coréen ayant lutté contre les japonais lors de l'occupation japonaise de la Corée. Elle effectue des études de théâtre à l'Institut des arts de Séoul et à l'Université Dankook.
En 2010, elle est choisie pour jouer le rôle principal de la production coréenne de Dreamgirls, la comédie musicale ayant inspirée le film du même nom,. Hong Ji-min déclare alors être à la fois heureuse et inquiète à l'idée de jouer ce rôle, par peur de ne pas être à la hauteur. La même année, elle obtient un rôle secondaire dans la série télévisée I am a Legend (en), aux côtés d'autres actrices comme Kim Jung-eun ou Bae Doo-na. A l'issue de cette série, elle sort un album avec ses co-stars, où elle joue de la guitare électrique. Elle joue ensuite dans la production coréenne de Nunsensation, une des suites de la comédie musicale Nunsense (en). Elle fait également des caméos dans d'autres séries, comme The Musical (en), où elle joue son propre rôle d'actrice de comédie musicale,.     
Elle inaugure également, aux côtés de l'actrice de comédie musicale Choi Jung-won, le sixième festival des comédies musicales de Daegu en 2012. Elle retrouve cette actrice en 2016, lorsqu'elle rejoint le casting de la production coréenne de Mamma Mia !, dans laquelle elle joue le rôle de Rosie, l'amie célibataire enrobée du personnage principal. Elle partage le rôle avec Lee Kyung-mi, et joue ainsi aux côtés d'autres actrices avec lesquelles elle a déjà joué, comme Jeon Soo-kyung, Kim Young-joo ou Shin Young-sook.     
En 2018, elle est à l'affiche de la série télévisée Where Stars Land, racontant la vie du personnel de l'aéroport international d'Incheon,. La même année, elle chante l'hymne national de la Corée du Sud lors de la cérémonie célébrant la libération du pays. Elle sort également un single, Sing your Song.       
En 2019, elle est de nouveau à l'affiche de la production coréenne de Mamma Mia !, cette fois ci dans le rôle de Tanya, toujours aux côtés de Choi Jung-won dans le rôle principal. Elle éprouve plus de difficultés à appréhender ce rôle que le précédent, mais surmonte ces complications, notamment grâce à l'aide de son amie Kim Young-joo, qui joue également le rôle de Tanya. Elle dit également se sentir plus proche des personnages, notamment à la suite de la naissance de ses enfants. La même année, elle est à l'affiche de l'adaptation coréenne de la comédie musicale 42nd Street.
En 2020, elle retrouve Jeon Soo-kyung et Choi Jung-won pour un concert à Daegu, qui regroupe les trois plus grandes actrices de comédies musicales coréennes du moment. Ce spectacle, intitulé « Les trois divas », présente plusieurs chansons issues des comédies musicales dans lesquelles les trois actrices ont joué, comme Mamma Mia !, Chicago ou 42nd Street. En 2025, elle retrouve son rôle de Tanya, de Mamma Mia !, pour la troisième fois.       
Elle est également habituée des émissions de télévisions, elle fait partie des premières championnes de l'édition coréenne de King of Mask Singer, ou Une famille ordinaire (ko) une émission de télévision présentant des familles de célébrités coréennes. 

## Vie personnelle
Hong Ji-min épouse Dong Sung-soo en 2006 et est mère de deux filles,,, la première étant née en 2015 et la deuxième en 2017,,, après plusieurs échecs d'inséminations artificielles,. 
Atteinte de boulimie, elle a effectué un régime drastique afin de perdre du poids et d'être en meilleure santé pour la naissance de sa seconde fille,. 
Très active sur les réseaux sociaux, elle incite notamment ses followeurs à aller voter lors des élections locales sud-coréennes de 2018. Elle donne également des conseils sur le régime qu'elle a suivi,,. 

## Carrière

### Films
| Année | Œuvre                     | Rôle                          |
| ----- | ------------------------- | ----------------------------- |
| 2002  | A Perfect Match           | Cheffe d'équipe               |
| 2004  | Dance with the Wind (en)  | Jeune immature                |
| 2006  | Let's live well ! (ko)    | Bok Man Cheo                  |
| 2008  | Crazy Waiting (en)        | Senior à bicyclette           |
| 2011  | The Suicide Forecast (en) | La propriétaire de l'immeuble |

### Séries télévisées
| Année | Œuvre                                     | Rôle                             | Réseau télévisuel |
| ----- | ----------------------------------------- | -------------------------------- | ----------------- |
| 2004  | Venez vous de Corée ? (ko)                |                                  | MBC               |
| 2008  | On Air (en)                               | Lee Hye-kyung                    | SBS               |
| 2008  | Chirurgie esthétique, avant et après (ko) | Yang Byeong-soon                 | MBC               |
| 2009  | Style (en)                                | Oh Yoo-na                        | SBS               |
| 2009  | Hilarious Housewives                      | Hong Ji-min                      | MBC               |
| 2010  | I am a Legend (en)                        | Lee Hwa-ja                       | SBS               |
| 2010  | Good Friends                              | Professeure de musique           | KBS 2TV           |
| 2011  | The Musical (en)                          | Elle-même                        | SBS               |
| 2013  | Lee Tae-baek, génie de la publicité (en)  | Lee Eun-hee                      | KBS2TV            |
| 2013  | Miss Korea (en)                           | Yang Choon-ja                    | MBC               |
| 2014  | 12 Years Promise                          | Professeur principal de Jang-guk | JTBC              |
| 2015  | Songgot: The Piercer (en)                 | Elle même                        | JTBC              |
| 2016  | Moorim School: Saga of the Brave (en)     | Ko Bang-duk                      | KBS2TV            |
| 2018  | Where Stars Land                          | Heo Young-ran                    | SBS               |

## Prix et récompenses
Elle gagne la première récompense de sa carrière en 2009, pour son rôle de Effie dans Dreamgirls, lors des Korea Musical Awards. En 2010, elle gagne également une récompense pour son rôle secondaire dans la série télévisée I am a Legend (en), lors de la dix-huitième édition des SBS Drama Awards (en).
| Année | Récompense            | Catégorie                                                     | Statut  |
| ----- | --------------------- | ------------------------------------------------------------- | ------- |
| 2009  | Korea Musical Awards  | Meilleure actrice pour Dreamgirls                             | Lauréat |
| 2010  | SBS Drama Awards (en) | Meilleure actrice dans un second rôle pour I am a Legend (en) | Lauréat |